# Мона (Айова)
Мона (англ. Mona) — переписна місцевість (CDP) в США, в окрузі Мітчелл штату Айова. Населення — 35 осіб (2020).

## Географія
Мона розташована за координатами 43°29′0″ пн. ш. 92°57′0″ зх. д. / 43.48333° пн. ш. 92.95000° зх. д. (43.483288, -92.950120).  За даними Бюро перепису населення США в 2010 році переписна місцевість мала площу 3,86 км², уся площа — суходіл.

## Демографія
Згідно з переписом 2010 року, у переписній місцевості мешкали 34 особи в 16 домогосподарствах у складі 11 родини. Густота населення становила 9 осіб/км².  Було 23 помешкання (6/км²).
Расовий склад населення:
| - 100,0 % — білих |

До двох чи більше рас належало 0,0 %. Частка іспаномовних становила 0,0 % від усіх жителів.
За віковим діапазоном населення розподілялося таким чином: 14,7 % — особи молодші 18 років, 55,9 % — особи у віці 18—64 років, 29,4 % — особи у віці 65 років та старші. Медіана віку мешканця становила 51,5 року. На 100 осіб жіночої статі у переписній місцевості припадало 100,0 чоловіків;  на 100 жінок у віці від 18 років та старших — 93,3 чоловіків також старших 18 років.
Цивільне працевлаштоване населення становило 106 осіб. Основні галузі зайнятості: освіта, охорона здоров'я та соціальна допомога — 55,7 %, транспорт — 23,6 %, роздрібна торгівля — 20,8 %.